# Dasydytes (Dasydytes) asymmetricus
Dasydytes (Dasydytes) asymmetricus is een buikharige uit de familie Dasydytidae. Het dier komt uit het geslacht Dasydytes. Dasydytes (Dasydytes) asymmetricus werd in 1990 voor het eerst wetenschappelijk beschreven door Schwank. 